# Система номенклатури Армії США
Система номенклатури Армії США (англ. Army Nomenclature System, ANS) — система позначень різноманітного військового обладнання в Армії США, що відома за використанням літери M та номера. Наприклад, в ній позначені гвинтівка M16 та БМП M2 Bradley.
Флот США використовує іншу систему, також відому як Mark/Mod, а Повітряні сили — ASETDS.

## Історія
До кінця 1920-х років в США використовували переважно позначення вигляду M (англ. model) + рік. Наприклад, так позначались: Springfield M1903, танк M1917, M1928 Thompson та інші.
З кінця 1920-х починають з'являтись індекси з окремими послідовностями для різних видів техніки: наприклад, гвинтівка M1 Garand та карабін M1 Carbine. Також паралельно існували деякі інші системи, як дослідні танки T25, T57 тощо.
Сучасна система затверджена стандартом MIL-STD-1464A, що був виданий 1987 року для заміни MIL-STD-1464 зразка 1981 року.

## Система

### Застосування
Типовими виробами, для яких може бути застосовано ANS, є: озброєння (включно з ядерним), вибухівка, засоби захисту, інструменти, частини обладнання абощо.
Індекс переважно не надається, коли назва вже існує в одній з наведених систем позначень: JETDS, ASETDS, MDS, Mark/Mod. Також є винятки для деякого ядерного озброєння. Втім, якщо Армія США отримує нову модифікацію озброєння, що не застосовується в іншому виді військ, то може бути надано номенклатуру в ANS.

### Індекси
| Код | Етимологія                             | Назва                                       | Опис | Приклади |
| --- | -------------------------------------- | ------------------------------------------- | --- | --- |
| M   | англ. model                            | Type classified prefix                      | Префікс перед основним номером моделі.                                                                                            | M16, M1A2 |
| XM  | англ. experimental model               | Experimental prefix                         | Префікс перед номером дослідної моделі (змінюється на M, коли виріб проходить випробування).                                      | XM25, XM214 |
|     |                                        | Number                                      | Беззмістовний номер, що надається послідовно. Не може повторюватись в межах одного типу виробів. Завжди ставиться після M або XM. | 16 в M16, 1 в M1A2                                                                                              |
| A   | англ. alteration                       | Standard modification (alpha suffix-A)      | Суфікс, що позначає серійну модифікацію вироба. Базова версія виробу за замовчуванням не має суфікса A.                           | M16A3 — третя серійна модифікація M16                                                                           |
| E   | англ. experimentalангл. engineering[⇨] | Experimental modification (alpha suffix-E). | Суфікс, що позначає експериментальну модифікацію вироба (змінюється на A, коли проходить випробування).                           | M4A3E8 — восьма дослідна модифікація третьої серійної модифікації M4 XM547E1 — перша дослідна модифікація XM547 |
|     |                                        | Numeric suffix                              | Номер, що ставиться після A або E та позначає порядковий номер модифікації                                                        | 2 в M1A2, 3 та 8 в M4A3E8                                                                                       |

### Повна назва
Крім узвичаєного позначення (M, XM, A, E) існує також повна номенклатура (англ. Complete nomenclature), що складається з назви виробу (англ. Item name) та зазначеного вище позначення типу (англ. Army type designator). Своєю чергою, назва виробу може мати різну повноту:
- Базова назва (англ. Basic name). Зазначення базового типу виробу. Пишеться великими літерами. Наприклад, PROJECTILE.
- Затверджена назва виробу (англ. Approved item name). Базова назва з модифікаторами. Пишеться великими літерами після коми. Наприклад, PROJECTILE, 105 MILLIMETER.
- Розширений модифікатор (англ. Extended modifier). Точна ідентифікація виробу та його особливостей, пишеться з маленькими (крім абревіатур) після двокрапки. Наприклад, PROJECTILE, 105 MILLIMETER: HE, rocket assisted.

Таким чином, повна номенклатура може мати такий вигляд: PROJECTILE, 105 MILLIMETER: HE, rocket assisted, M547E1 — «боєприпас, 105-мм: ОФ, активно-реактивний, M547E1». Для ідентифікації виробу або сімейства виробів може бути достатньо базової назви та позначення типу:
- GUIDED MISSILE, SURFACE-TO-AIR, XM3 — «керована ракета, поверхня — повітря, XM3».
- MAIN BATTLE TANK, M1 — «основний бойовий танк, M1».
- CANNON, 20MM, XM301 — «гармата, 20-мм, XM301».
- PROJECTILE, 105MM, M547E3 — «боєприпас, 105-мм, M541E3».

### Правопис
Стандарт прямо забороняє використання пробілів або дефісів у позначеннях (M, XM, A, E). Єдиним правильним написанням буде M1A3, але не M1-A3, M-1A3 абощо.

## Винятки
- Хоча стандарт не вказує можливість застосування інших індексів, вони використовуються. Наприклад, танк M1A2 SEP v3 та v4 отримали назви M1A2C та M1A2D відповідно абощо[4][5].
- Попри те, що стандарт називає суфікс E експериментальною модифікацією, під час затвердження програми M1E3 Abrams в Армії США назвали цю зміну engineering change («версія у розробці, інженерна зміна»). Але цей індекс відбиває той самий сенс, і в разі прийняття цієї версії на озброєння, танк отримає індекс M1A3[6].